# 혁명가극
혁명가극(革命歌劇)은 조선민주주의인민공화국의 가극 형식이다.

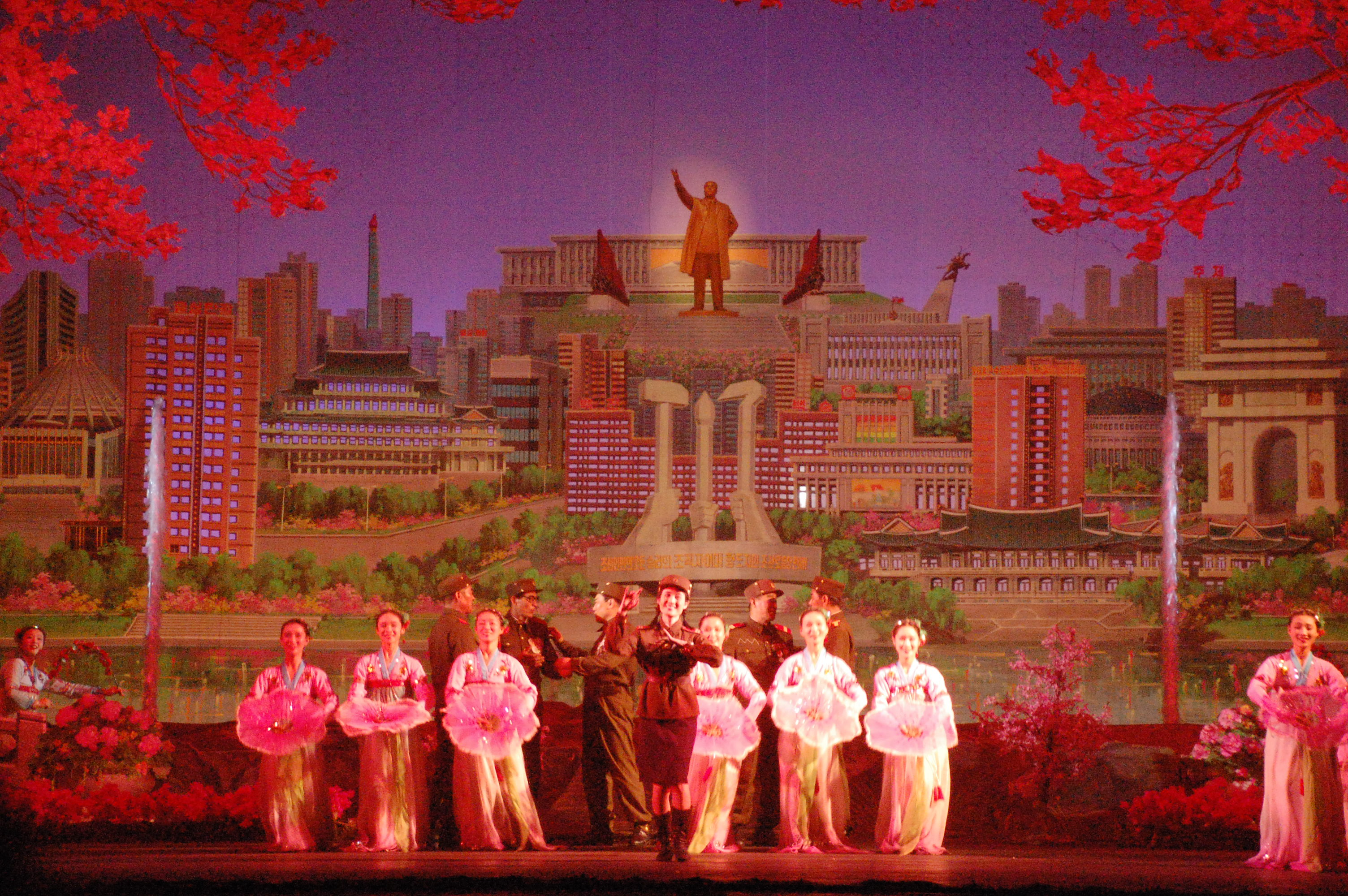
평양의 혁명가극

## 개요
음악과 무용, 연극이 종합된 형태이다. 1936년에 항일 운동 중 김일성이 집필하여 공연한 연극 대본 《혈해》를 1960년대 말에 가극 《피바다》로 각색하면서 새로운 형식이 창조되었다. 이 때문에 《피바다》 이후의 혁명가극에 대하여 피바다식 혁명가극이라는 표현이 사용된다.
정치적 사상의 전달에 크게 중점을 두는 목적극이다. 계급성과 혁명성, 이념성이 부각되며 형식적인 측면에서는 뮤지컬과 유사하다. 대체로 대형무대에서 군중이 등장하도록 구성하여 규모가 웅장하다.
반복되어 강렬한 느낌을 주는 절가와 방창이 주를 이루고, 무용의 비중이 높은 편이다. 무대의 배경을 입체적으로 꾸미는 흐름식 입체무대도 특징 중 하나이다.

## 정치적 의미
조선민주주의인민공화국에서는 혁명가극을 기존 가극의 낡은 틀을 깨고 가극 창작의 새로운 원칙과  방식을 구현한 '주체 가극예술'로 정의하면서 높이 평가한다. 혁명가극의 선동성과 설득력을 높이기 위해 기존 가극의 취약점을 분석하고 새로운 형식을 창조하는 '가극혁명'을 대대적으로 전개했을 정도로 중시되었다. 혁명가극은 가극혁명의 결과물에 해당한다.
혁명가극의 창작 방향은 "수령님의 영도의 현명성과 고매한 덕성을 보여주는 장면을 진실하고 깊이있게 형상화하는 것"으로 규정된다. 사회주의적 내용과 민족적 형식의 결합으로 주체의 가극을 창작한다는 것이다. 가극혁명에는 김정일이 직접 참여하면서 큰 관심을 보이기도 했다.

## 5대 혁명가극
피바다식 혁명가극 가운데 완성도가 가장 높은 5개 작품을 5대 혁명가극으로 부른다. 이 가운데 피바다식 혁명가극의 효시인 《피바다》와 《꽃파는 처녀》는 김일성이 일제강점기의 항일 활동 중 창작하여 공연한 작품을 각색한 것이다. 《밀림아 이야기하라》도 일제 강점기를 배경으로 하고 있으며, 《당의 참된 딸》은 한국 전쟁이 무대이다. 시간적 배경이 가장 최근인 《금강산의 노래》는 "사회주의 하에서의 새 생활을 반영"한 작품으로 평가된다.

## 참고자료
- 전영선 (2004년 5월 5일). 〈제7부 북한의 가극 - 제1장 피바다식 혁명가극의 개념〉. 《북한의 문학과 예술》. 서울: 역락. ISBN 8955562926.

## 같이 보기
- 북한 영화